# Vytautas Šulskis
Vytautas Šulskis (Vilnius, 8 agosto 1988) è un cestista lituano.